# Za rodnou hroudu
Film Za rodnou hroudu je válečný snímek režiséra Oldřicha Kmínka, v němž se dva bratři, Jan (Josef Rovenský) a Petr (Jan W. Speerger), po letech setkají v polním lazaretu.

## O filmu
Film byl původně natočen celý jako němý, až dodatečně byl pro pražskou premiéru doplněn jednou dialogovou scénou rozhovoru dvou bratří v lazaretu a písní Kde domov můj v podání Josefa Rovenského. Ve filmu je použito četných dokumentárních záběrů z 1. světové války. Film však zcela propadl a publicisty byl špatně hodnocen.

## Obsazení
| Josef Rovenský  | hospodář Jan Svozil      |
| Jan W. Speerger | Petr Svozil, Janův bratr |
| Anita Janová    | Anna, Petrova žena       |
| Ada Velický     | pan domácí               |
| Josef Zezulka   | strážník                 |